# Joel Schumacher
Joel T. Schumacher (/ˈʃuːmɑːkər/; 29 tháng 8 năm 1939 - 22 tháng 6 năm 2020) là một đạo diễn, nhà biên kịch và nhà sản xuất người Mỹ hoạt động từ thập niên 1970 đến 2010.
Schumacher được mẹ nuôi dưỡng ở Thành phố New York và bị lạm dụng chất gây nghiện từ nhỏ. Ông trở thành một nhà thiết kế thời trang sau khi tốt nghiệp trường thiết kế Parsons, nhưng sẽ tiếp tục bị lạm dụng chất gây nghiện và mức nợ cao cho đến đầu những năm 1970. Đầu tiên anh tham gia làm phim với tư cách là nhà thiết kế sản xuất và trang phục trước khi đạt được nổi tiếng ở các tác phẩm Car Wash, Sparkle, và The Wiz.
Ông đã nhận được rất ít sự chú ý cho các bộ phim được phát hành lần đầu tiên của mình, The Incredible Shrinking Woman và D.C. Cab, nhưng đã nổi lên sau khi chỉ đạo St. Elmo 'Fire và The Lost Boys. Schumacher được chọn để thay thế Tim Burton làm giám đốc của nhượng quyền Batman và giám sát Batman Forever và Batman & Robin. Sau khi nhượng quyền Batman, Schumacher đạo diễn các bộ phim có ngân sách nhỏ hơn, bao gồm Tigerland và Phone Booth. Ông đã đạo diễn Phantom of the Opera được phát hành cho các đánh giá hỗn hợp đến tiêu cực vào năm 2004. Tác phẩm đạo diễn cuối cùng của ông là cho hai tập House of Card.
Phản ứng phê phán đối với các bộ phim của Schumacher có trong các giải thưởng quan trọng, cho The Lost Boys và Falling Down, đối với sự khinh bỉ phê phán, với Batman & Robin được coi là một trong những bộ phim tệ nhất từng được thực hiện.

## Thời trẻ
Joel T. Schumacher sinh ngày 29 tháng 8 năm 1939 tại Thành phố New York, là con của Francis Schumacher, một người Baptist từ Knoxville, Tennessee, người đã chết vì viêm phổi khi cậu bốn tuổi và Marian Kantor, một Người Do Thái Thụy Điển. Anh được mẹ nuôi dưỡng tại Thành phố Long Island, và khi còn trẻ, anh đã sử dụng LSD, methamphetamine, và bắt đầu uống rượu từ năm 9. Năm 1965, anh tốt nghiệp từ Trường Thiết kế Parsons, sau khi học tại Học viện công nghệ thời trang, và sau đó trở thành nhà thiết kế cho Revlon vào năm 1966.
Vào thời điểm mẹ ông qua đời năm 1965, Schumacher tuyên bố rằng "cuộc đời của ông giống như một trò đùa" khi ông nợ 50.000 đô la, mất nhiều răng và chỉ nặng 130 pound. Tuy nhiên, vào năm 1970, anh ta đã ngừng sử dụng ma túy và làm việc tại Henri Bendel. Sau đó, ông tuyên bố rằng "Tôi đã lấy lại lòng tự trọng của mình để có được một ngày tốt lành, trả tiền cho một ngày làm việc tốt".